# Gran Premio Asociación Latinoamericana de Jockey Clubes e Hipódromos
O Gran Premio Asociación Latinoamericana de Jockey Clubes e Hipódromos  , ou simplesmente Gran Premio Latinoamericano, é uma corrida originalmente destinada a cavalos que competem em hipódromos sulamericanos, e foi concebida para fomentar o desenvolvimento do turfe na região, bem como aproximar as entidades que integram a associação que dá nome a esta prova.
Destina-se a thoroughbreds de 3 anos e mais idade, indicados pelos respectivos hipodromos. disputada em 2000m, com rotatividade anual do local de competição. O Brasil foi sede em 1983, 1985, 1991, 1996, 2009, 2016. A edição de 2016 foi realizada no Hipódromo da Gávea, Brasil, em pista de grama, com premio de US$ 300.000 ao vencedor.
O México e o Panamá recentemente se filiaram à Asociación Latinoamericana de Jockey Clubes e Hipódromos para sediar a prova posteriormente.

## Data da prova
Em 2021: 24 de outubro, no Hipódromo de Maroñas.

## Histórico
O país sede da primeira edição deste grande prêmio, em 1981,  foi o Uruguai, no Hipódromo de Maroñas, sob o nome de Don Alfredo de Castro Pérez , na ocasião presidente do Jockey Club de Montevidéu. O vencedor foi o brasileiro Dark Brown (filho do norteamericano Tumble Lark), conduzido por Antonio Bolino. A realização da corrida foi interrompida nos anos 2001-2003, retornando em 2004, no Hipódromo Chile, vencida pelo peruano Comando Intimo, (filho do ingles Ryiadian).

## Vencedores
| Ano        | Local               | Vencedor          | Pai/Egua-mae                | Joquei             | Treinador             | Proprietario                      | Distancia                | Pista             | Tempo             |
| ---------- | ------------------- | ----------------- | --------------------------- | ------------------ | --------------------- | --------------------------------- | ------------------------ | ----------------- | ----------------- |
| 2022       | Hipódromo Chile     | O'Connor          | Boboman Torrente de Agua    | Jorge A. González  | Carlos Urbina         | Stud Irlandés                     | 2000m (1 1/4 mi; 10f)    | Areia             | 2:03.63           |
| 2021       | Maroñas             | Aero Trem         | Shanghai Bobby Piace Molto  | Vagner Leal        | Antonio L. Cintra     | Haras Old Friends                 | 2000m (1 1/4 mi; 10f)    | Areia             | 1:59.16           |
| 2020       | San Isidro          | Tetaze            | Equal Stripes Delirada      | Gustavo Calvente   | Roberto Pellegatta    | Stud Egalite De 9                 | 2000m (1 1/4 mi; 10f)    | Grama             | 2:03.71           |
| 2019       | Club Hípico         | Ya Primo          | Mastercraftsman Yo Quisiera | Jeremy Laprida     | Guillermo Aguirre     | Stud La Pacita                    | 2000m (1 1/4 mi; 10f)    | Grama             | 1:56.68           |
| 2018       | Maroñas             | Roman Rosso       | Roman Ruler Rose City       | Wilson Moreyra     | Jorge Mayansky Neer   | Stud La Primavera                 | 2000m (1 1/4 mi; 10f)    | Areia             | 2:02.05           |
| 2017       | Valparaíso Sporting | Sixties Song      | Sixties Icon Blissful Song  | Juan Cruz Villagra | Alfredo Gaitán Dassie | Stud Santa Elena                  | 2400m (1 1/2 mi; 12f)    | Grama             | 2:24.88           |
| 2016       | Gávea               | Some in Tieme     | Shirocco Orma Giusta        | Waldomiro Blandi   | Gladston F. Santos    | Oitavo Stud/Haras Princesa do Sul | 2000m (1 1/4 mi; 10f)    | Grama             | 1:59.12           |
| 2015       | Palermo             | Liberal           | Meal Penalty Democracia     | Edwin Talaverano   | Camilo Traverso II    | Stud The Fathers                  | 2100m (1 5/16 mi; 10,5f) | Areia             | 2:09.81           |
| 2014       | Monterrico          | Lideris           | Mizzen Mast Block           | Juan E. Enriquez   | Romulo R. Herrera     | OP Stables                        | 2000m (1 1/4 mi; 10f)    | Areia             | 2:07.52           |
| 2013       | Hipódromo Chile     | Sabor a Triunfo   | Dance Brightly Sally Mash   | David Sánchez      | Alejandro Aguado      | Stud Trafalgar                    | 2000m (1 1/4 mi; 10f)    | Areia             | 2:04.66           |
| 2012       | Palermo             | Quick Casablanca  | Until Sundown Quick         | Gonzalo Ulloa      | Juan P. Baeza         | Stud Carrillanca                  | 2100m (1 5/16 mi; 10,5f) | Areia             | 2:05.83           |
| 2011       | San Isidro          | Bradock           | Keseff Samara               | Carlos Trujillo    | Jorge S. Vera         | Stud Myrna                        | 2000m (1 1/4 mi; 10f)    | Grama             | 2:00.40           |
| 2010       | Club Hípico         | Belle Watling     | Dushyantor Biala            | Héctor I. Berríos  | Patricio Baeza        | Stud Don Theo                     | 2000m (1 1/4 mi; 10f)    | Grama             | 1:59.81           |
| 2009       | Cidade Jardim       | Hot Six           | Burooj Babysix              | Jorge Leme         | Givanildo Duarte      | Stud Estrela Energia              | 2000m (1 1/4 mi; 10f)    | Grama             | 2:03.04           |
| 2008       | Monterrico          | Deepak            | Pikepass Unbridled Queen    | Carlos Trujillo    | Jorge S. Vera         | Stud Myrna                        | 2000m (1 1/4 mi; 10f)    | Areia             | 2:08.40           |
| 2007       | La Plata            | Good Report       | Ride the Rails Good Pearl   | Jorge Ricardo      | Luis Belela           | Haras Santa Tereza                | 2100m (1 5/16 mi; 10,5f) | Areia             | 2:10.40           |
| 2006       | Maroñas             | Latency           | Slew Gin Fizz Latencia      | Julio C. Méndez    | Juan B. Udaondo       | Haras Las Dos Manos               | 2000m (1 1/4 mi; 10f)    | Areia             | 2:00.27           |
| 2005       | San Isidro          | Don Incauto       | Roy Inspiration             | Jorge Valdivieso   | Carlos D. Etchechoury | Haras San Benito                  | 2000m (1 1/4 mi; 10f)    | Grama             | 1:57.92           |
| 2004       | Hipódromo Chile     | Comando Intimo    | Riyadian Zilliant           | Luis Torres        | Félix Banda           | Stud El Castillo                  | 2000m (1 1/4 mi; 10f)    | Areia             | 2:05.40           |
| 2001- 2003 | Nao foi disputado   | Nao foi disputado | Nao foi disputado           | Nao foi disputado  | Nao foi disputado     | Nao foi disputado                 | Nao foi disputado        | Nao foi disputado | Nao foi disputado |
| 2000       | Cidade Jardim       | Corrida cancelada | Corrida cancelada           | Corrida cancelada  | Corrida cancelada     | Corrida cancelada                 | Corrida cancelada        | Corrida cancelada | Corrida cancelada |
| 1999       | Monterrico          | Madame Equis      | Book The Band Universitaria | Edwin Talaverano   | Mario Morales         | Stud Capri                        | 2000m (1 1/4 mi; 10f)    | Areia             | 2:03.39           |
| 1998       | San Isidro          | Jimwaki           | Gem Master Winwaki          | Jorge Ricardo      | José M. Alves         | Haras Equilia                     | 2000m (1 1/4 mi; 10f)    | Grama             | 1:57.46           |
| 1997       | Hipódromo Chile     | Prepo             | Inchwood Preppy             | Héctor Barrera     | Pedro Melej           | Stud Hermanos                     | 2000m (1 1/4 mi; 10f)    | Areia             | 2:02.30           |
| 1996       | Gávea               | Much Better       | Baynoun Charming Doll       | Jorge Ricardo      | João L. Maciel        | Stud TNT                          | 2000m (1 1/4 mi; 10f)    | Grama             | 1:59.50 fm        |
| 1995       | Club Hípico         | Patio de Naranjos | Gallantsky Dosis            | Pedro Santos       | Alfredo Bagú          | Stud Nadia                        | 2000m (1 1/4 mi; 10f)    | Grama             | 1:59.30           |
| 1994       | La Plata            | Much Better       | Baynoun Charming Doll       | Jorge Ricardo      | João L. Maciel        | Stud TNT                          | 2100m (1 5/16 mi; 10,5f) | Areia             | 2:11.20           |
| 1993       | Monterrico          | Stash             | Stack Simper                | Edwin Talaverano   | Miguel Salas          | Stud Azul Marino                  | 2000m (1 1/4 mi; 10f)    | Areia             | 2:06.10 fm        |
| 1992       | San Isidro          | Potrillon         | Ahmad Azalita               | Pablo Falero       | Juan Carlos Maldotti  | Stud Tori                         | 2000m (1 1/4 mi; 10f)    | Grama             | 1:59.20           |
| 1991       | Cidade Jardim       | Falcon Jet        | Ghadeer Victress            | Jorge Ricardo      | João L. Maciel        | Haras Santa Ana do Rio Grande     | 2000m (1 1/4 mi; 10f)    | Grama             | 1:59.10 fm        |
| 1990       | Hipódromo Chile     | Edipo Rey         | Semenenko Espumita          | Danilo Salinas     | Samuel Fuentes        | Haras Matancilla                  | 2000m (1 1/4 mi; 10f)    | Areia             | 1:59.70           |
| 1989       | La Plata            | Savage Toss       | Egg Toss Sibaritante        | Jorge Valdivieso   | Carlos R. Bianchi     | Haras La Biznaga                  | 2100m (1 5/16 mi; 10,5f) | Areia             | 1:59.30 fm        |
| 1988       | Club Hípico         | Dorticos          | Domineau Farrerita          | Sergio Vásquez     | Jorge I. Meyer        | Stud Cinco Estrellas              | 2000m (1 1/4 mi; 10f)    | Grama             | 1:58.60 fm        |
| 1987       | Monterrico          | Galeno            | Santorín Codicia            | Victor Bardales    | Luis Melgar           | Stud Nancy                        | 2200m (1 3/8 mi; 11f)    | Areia             | 2:19.20           |
| 1986       | La Rinconada        | Lutz              | Lord Layabout Presunción    | Victor Bardales    | Sabino Arias          | Stud Atlantico                    | 2000m (1 1/4 mi; 10f)    | Areia             | 2:07.30           |
| 1985       | Gávea               | Old Master        | Sabinus Ice Queen           | Francisco Pereira  | Wilson P. Lavor       | Haras Santa Maria de Araras       | 2000m (1 1/4 mi; 10f)    | Grama             | 2:00.30 fm        |
| 1984       | Hipódromo Chile     | High Master       | Hawk La Pola                | Adolfo González    | Juan C. Acevedo       | Haras Santa Eladia                | 2000m (1 1/4 mi; 10f)    | Areia             | 2:01.00 fm        |
| 1983       | Cidade Jardim       | Derek             | Kublain Khan Epinette       | Luiz C. Silva      | J. S. Silva           | Haras São José & Expedictus       | 2000m (1 1/4 mi; 10f)    | Grama             | 1:59.10 fm        |
| 1982       | San Isidro          | Duplex            | Breeder's Dream Dulcine     | Jorge Garcia       | Wilfrido Garcia       | Stud Jupiá                        | 2000m (1 1/4 mi; 10f)    | Grama             | 2:01.10 fm        |
| 1981       | Maroñas             | Dark Brown        | Tumble Lark Nogueira        | Antonio Bolino     | Abadio Cabreira       | Haras Rosa do Sul                 | 2000m (1 1/4 mi; 10f)    | Areia             | 2:00.70           |